# Philipp Spitta
Julius August Philipp Spitta (Hilgermissen, 27 dicembre 1841 – Berlino, 13 aprile 1894) è stato un musicologo e insegnante tedesco.

## Biografia

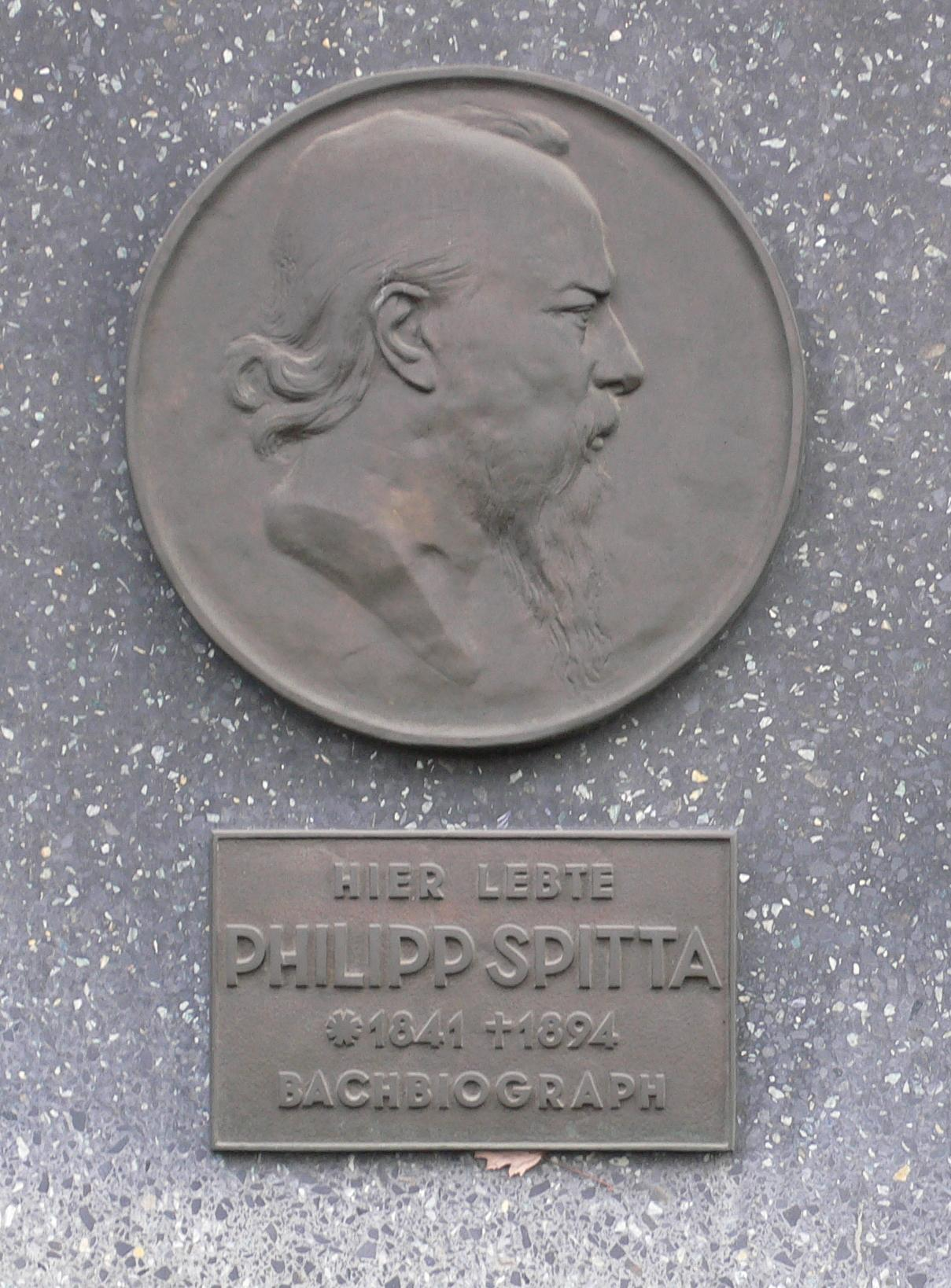
Targa commemorativa a Berlino-Tiergarten

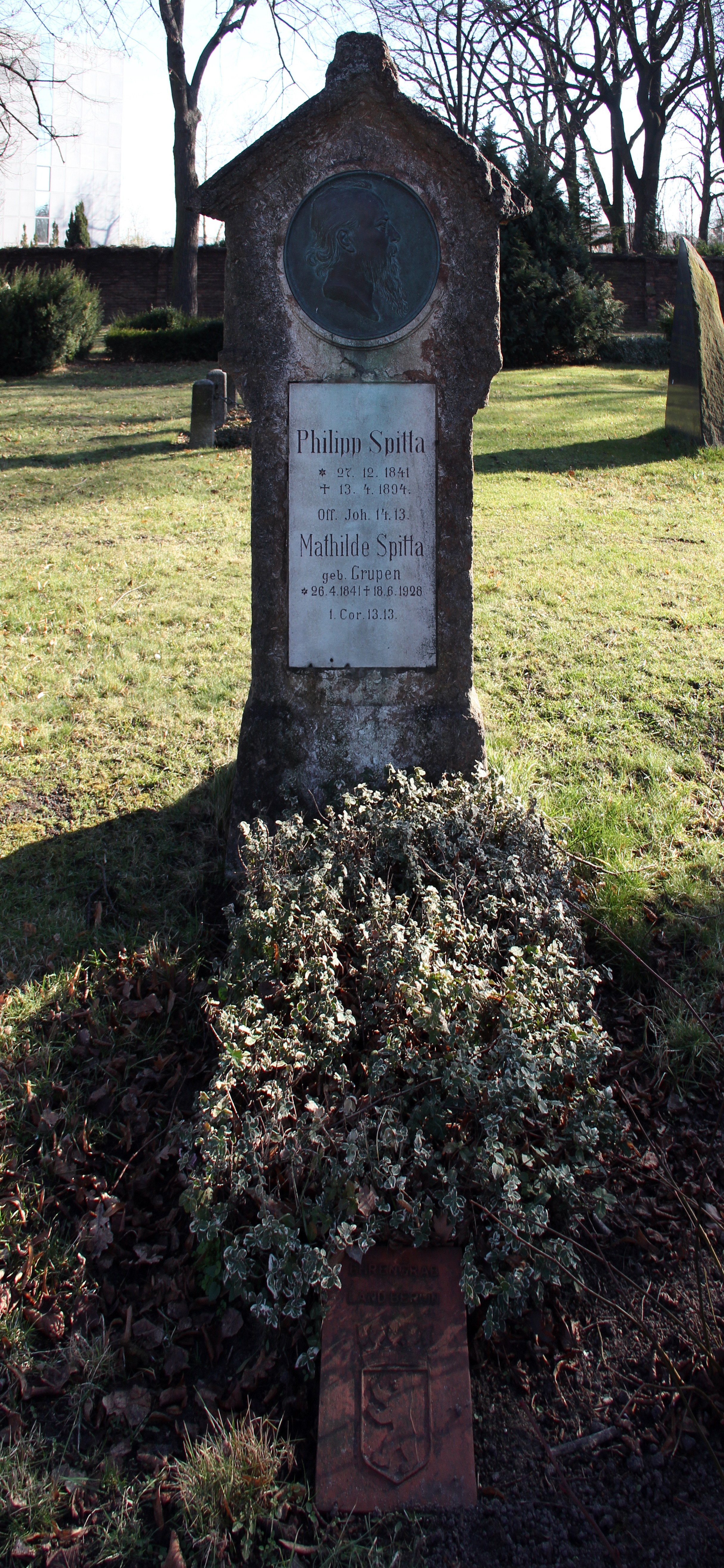
Tomba a Berlino-Schöneberg

Julius August Philipp Spitta era figlio del teologo e poeta Philipp Spitta, che scrisse una collezione di inni protestanti, e di Johanna Maria Hotzen, oltreché fratello minore del teologo Friedrich Spitta, 
Julius August Philipp Spitta già da bambino imparò a suonare il pianoforte e l'organo.
Spitta dopo aver ricevuto inizialmente un'istruzione primaria da insegnanti privati, si trasferì nel 1856 al liceo di Hannover, e due anni dopo al ginnasio a Celle, dove si diplomò.
Nel 1860 si iscrisse ai corsi universitari di teologia e filologia presso la facoltà di Gottinga, raggiungendo la laurea nel 1864 con una dissertazione su Tacito. Durante gli anni universitari diresse la società musicale Studenten-Gesangvereins der Georgia-Augusta, scrisse una biografia di Robert Schumann e strinse amicizia con Johannes Brahms.
Successivamente Spitta intraprese la carriera di insegnante di greco e di latino nella città estone di Reval,  si interessò sia alla storia della musica sia alla vita e alle opere di Johann Sebastian Bach.
Nel 1865 si sposò a Gottinga con Mathilde Grupen (1841-1928), con la quale ebbe due figli: Marie Elisabeth (1866-1896) e Oscar (1870-1950), che diventò professore di medicina a Berlino. 
Spitta da Reval si trasferì a Sondershausen, nel 1867, per insegnare presso il liceo locale.
Nel 1873 Spitta pubblicò il primo volume della sua biografia di Bach, che ricevette buoni consensi, e l'anno seguente ottenne l'incarico dapprima di insegnare e poi di dirigere la Nikolaischule di Lipsia. Nello stesso anno insieme a Heinrich von Herzogenberg, Franz von Holstein e Alfred Volkland, fondò la Leipziger Bachverein. 
Il 6 aprile 1875 Spitta assunse un ruolo direttivo alla Königliche Akademie der Künste (Accademia Reale delle Arti) di Berlino e pochi giorni dopo quello di docente universitario di musica presso la Königlich akademischen Hochschule für Musik (Istituto accademico di Musica). Contemporaneamente ottenne il ruolo di insegnante di storia della musica alla Università di Berlino e la direzione della Hochschule für Musik.
Tra i suoi allievi, si annoverano Oskar Fleischer, Max Friedlaender, Carl Krebs, Max Seiffert, Emil Vogel, Peter Wagner e Johannes Wolf.
Tra i suoi lavori, vi è una monumentale biografia di Bach, un'edizione completa delle opere d'organo di Dietrich Buxtehude, di quelle di Heinrich Schütz. Insieme a Friedrich Chrysander e Guido Adler, pubblicò dal 1885 a Lipsia il Vierteljahrsschrift für Musikwissenschaft, oltreché un buon numero di saggi in riviste musicali, e alla decifrazione della notazione daseiana contenuta nei trattati musicali di anonimo del IX secolo, Musica enchiriadis e Scolica enchiriadis.
Philipp Spitta è considerato uno dei fondatori della musicologia moderna.

## Pubblicazioni
- Quaestiones Vergilianae., Gottinga, 1867;
- Johann Sebastian Bach., vol.1, Lipsia, 1873, e Johann Sebastian Bach., vol.2, Lipsia, 1880;
- Johann Sebastian Bach., terza edizione invariata, Lipsia, 1921, vol. 1 e vol. 2;
- Ueber Johann Sebastian Bach., Lipsia, 1879;
- Ein Lebensbild Robert Schumann’s., in Paul Graf Waldersee Sammlung Musikalischer Vorträge., Lipsia, 1882;
- Musikalische Werke Friedrichs des Großen., Lipsia, 1889;
- Zur Musik. Sechzehn Aufsätze., Berlino, 1892;
- Musikgeschichtliche Aufsätze., Berlino, 1894.